# Magomed Ankalaev
Magomed Alibulatovich Ankalaev (ryska: Магоме́д Алибула́тович Анкала́ев ), född 2 juni 1992 i Machatjkala, Dagestan, är en rysk MMA-utövare, tvåfaldig världsmästare i A-klass MMA, som sedan 2018 tävlar i organisationen Ultimate Fighting Championship.

## Karriär

### MMA

#### Tidig karriär
Efter att ha vunnit VM-titeln i amatör-MMA debuterade han professionellt 18 januari 2014 vid Oplot Challenge 94 där han vann mot ukrainske Vasilij Babich (9-1) via majoritetsdomslut.
Sedan han vunnit och försvarat den tjetjenska organisationen WFCA:s (World Fighting Championship Akhmat) lätta tungviktstitel skrev han på för UFC.

#### UFC
Han debuterade inom UFC vid UFC Fight Night: Werdum vs. Volkov 17 mars 2018 mor skotten Paul Craig som var den förste att besegra Ankalaev som professionell MMA-utövare. Vid 4.59 i tredje ronden ströp han ut Ankalaev via en giljotin.

### Mästerskap och utmärkelser

#### Titlar
WFCA lätt tungviktsmästare 2016-10-04 - 2018-03-17 (ett titelförsvar)

* Avsagd då han skrev på för UFC

#### Performance of the Night
1. Mot  Marcin Prachnio vid UFC Fight Night: Hunt vs. Olejnik 5 september 2018 i lätt tungvikt

2. Mot  Dalcha Lungiambula vid UFC Fight Night: Magomedsjaripov vs. Kattar 9 november 2019 i lätt tungvikt

3. Mot   Ion Cuțelaba vid UFC 254 den 24 oktober 2020 i lätt tungvikt

## Tävlingsfacit
| Resultat | Facit | Motståndare                  | Metod                     | Evenemang                                   | Datum            | Rond | Tid  | Plats                               | Notering                                 |
| -------- | ----- | ---------------------------- | ------------------------- | ------------------------------------------- | ---------------- | ---- | ---- | ----------------------------------- | ---------------------------------------- |
| Vinst    | 1–0   | Vasily Babich (UKR)          | Domslut (majoritet)       | Oplot Challenge 96                          | 18 januari 2014  | 3    | 5:00 | Charkiv, Ukraina                    |                                          |
| Vinst    | 2–0   | Strahinja Denić (SER)        | Domslut (enhälligt)       | Tesla FC 4                                  | 14 juni 2014     | 3    | 5:00 | Pančevo, Serbien                    |                                          |
| Vinst    | 3–0   | Döwletjan Ýagşymyradow (TKM) | Domslut (enhälligt))      | Oplot Challenge 103                         | 18 oktober 2014  | 3    | 5:00 | Moskva, Ryssland                    |                                          |
| Vinst    | 4–0   | Mikhail Ragozin (RUS)        | Domslut (enhälligt)       | Supercup of Russia 2014                     | 20 december 2014 | 3    | 5:00 | Chabarovsk, Ryssland                |                                          |
| Vinst    | 5–0   | Nadir Bulkhadarov (RUS)      | KO (slag)                 | Supercup of Russia 2015                     | 5 december 2015  | 1    | 4:45 | Tjeljabinsk, Ryssland               |                                          |
| Vinst    | 6–0   | Lloyd Marshbanks (USA)       | TKO (slag)                | WFCA 18                                     | 6 februari 2016  | 1    | 0:15 | Grozny, Ryssland                    |                                          |
| Vinst    | 7–0   | Artur Astakhov (RUS)         | Domslut (enhälligt)       | WFCA 23                                     | 11 juni 2016     | 3    | 5:00 | Grozny, Ryssland                    |                                          |
| Vinst    | 8–0   | Maxim Grishin (RUS)          | TKO (slag)                | WFCA 30                                     | 4 oktober 2016   | 1    | 1:13 | Grozny, Ryssland                    | Vann WCFA:s lätta tungviktstitel         |
| Vinst    | 9–0   | Wagner Prado (BRA)           | Submission (twister)      | WFCA 38                                     | 21 juni 2017     | 1    | 3:33 | Grozny, Ryssland                    | Försvarade WCFA:s lätta tungviktstitel   |
| Vinst    | 10–0  | Celso Ricardo da Silva (BRA) | KO (slag)                 | WFCA 43                                     | 4 oktober 2017   | 1    | 1:11 | Grozny, Ryssland                    |                                          |
| Förlust  | 10–1  | Paul Craig (SCO)             | Submission (triangel)     | UFC Fight Night: Werdum vs. Volkov          | 17 mars 2018     | 3    | 4:59 | London, England                     |                                          |
| Vinst    | 11–1  | Marcin Prachnio (POL)        | KO (huvudspark och slag)  | UFC Fight Night: Hunt vs. Olejnik           | 5 september 2018 | 1    | 3:09 | Moskva, Ryssland                    | Performance of the Night                 |
| Vinst    | 12–1  | Klidson Abreu (BRA)          | Domslut (enhälligt)       | UFC Fight Night: Błachowicz vs. Santos      | 23 februari 2019 | 3    | 5:00 | Prag, Tjeckien                      | Catchvikt (209 lb), Abreu missade vikten |
| Vinst    | 13–1  | Dalcha Lungiambula (RSA)     | KO (frontspark och slag)  | UFC Fight Night: Magomedsjaripov vs. Kattar | 9 november 2019  | 3    | 0:29 | Moskva, Ryssland                    | Performance of the Night                 |
| Vinst    | 14–1  | Ion Cuțelaba (MDA)           | TKO (huvudspark och slag) | UFC Fight Night: Benavidez vs. Figueiredo   | 29 februari 2020 | 1    | 0:38 | Norfolk, VA USA                     |                                          |
| Vinst    | 15–1  | Ion Cuțelaba (MDA)           | KO (slag)                 | UFC 254                                     | 24 oktober 2020  | 1    | 4:19 | Fight Island, Förenade Arabemiraten | Performance of the Night                 |